# Ikumi Yoshimatsu
Ikumi Yoshimatsu (吉松 育美, Yoshimatsu Ikumi), née le 21 juin 1987, est une japonaise couronnée Miss International 2012, elle succède à Fernanda Cornejo.
Ikumi est la première japonaise à être élue Miss International.

## Biographie
En 2007, elle devient demi-finaliste à l'élection de Miss Univers Japon, qui est remportée par Riyo Mori.
En 2012 elle a fait sensation en dénonçant publiquement les pressions exercées sur elle par les yakuzas. En effet, depuis 2011 les groupes criminels japonais ont essayé de la forcer à changer d'agent en engageant Genichi Taniguchi, un de leurs hommes. Malgré les chantages et les menaces elle a refusé. Les yakusas ont alors fait pression sur le comité organisant l'élection de Miss International. Action payante puisque Miss Yoshimatsu n'a pas été présente lors de la remise du titre en 2013, officiellement pour des raisons de santé. Mais lors de sa conférence de presse, le mannequin a tenu à rétablir la vérité.